# Сонгайло, Михаил Александрович
Михаил Александрович Сонгайло (Миколас Сонгайла, лит. Mykolas Songaila; 24 августа [5 сентября] 1874, имение Кузьмине, Витебская губерния — 12 сентября 1941, Каунас) — русский и литовский художник архитектор.

## Биография
Потомственный дворянин. В 1903 году окончил Высшее художественное училище при Императорской Академии художеств, совершенствовался в Италии.
Преподаватель, декан архитектурного факультета Высших Женских Политехнических курсов (1908—1915 гг.). Преподаватель и председатель Сельскохозяйственных курсов. Проживал в Санкт-Петербурге (Петрограде) по адресу: Петроградская сторона Большой проспект, д. 76.
В 1921 году переехал в Литву. Читал лекции по архитектуре на Высших курсах, затем стал преподавателем строительного факультета, профессором каунасского Литовского университета, с 1930 года носившего имя Витовта Великого, был заведующим кафедрой архитектуры (1922—1941),.
Похоронен на Пятрашюнском кладбище в Каунасе.
Сын — Сонгайло Лев Михайлович.
Написал книгу «Типы и нормы санитарно-технических сооружений для надобностей военного времени» (1916).

## Проекты и постройки
Санкт-Петербург
- Отделка великокняжеских помещений вокзала Московско-Виндаво-Рыбинской железной дороги, Загородный пр., 52 (1902—1904, под руководством С. А. Бржозовского);
- Дом доходный на 4-й Рождественской (Советской) ул., д. 43 (1904—1906);
- Введенская церковь при доме дешёвых комнат Общества попечения о бедных и больных детях, Заячий пер., 3 (1905—1906, перестроена);
- Дом доходный С. И. Пенякова на 5-й Рождественской (Советской), д. 4 (1906);
- Дом доходный Н. В. Чайковского на ул. Маяковского, д. 36—38 (1908—1909);
- Дом доходный на Большом пр. П. С., д. 86, угол Ординарной ул. (1909—1910; перестройка);
- Дом доходный на 7-й Роте (Красноармейской ул.), д. 6—8 (1909—1910; начат Л. В. Котовым);
- Дом доходный Я. Ф. Сахара на Большой Конюшенной ул., д. 17 (1910; перестройка);
- Доходный дом А. И. Нежинской на Захарьевской ул., д. 23 (1911—1913)[2];
- Сельскохозяйственные курсы на Большой аллее, д. 22 (1912—1913).

Литва

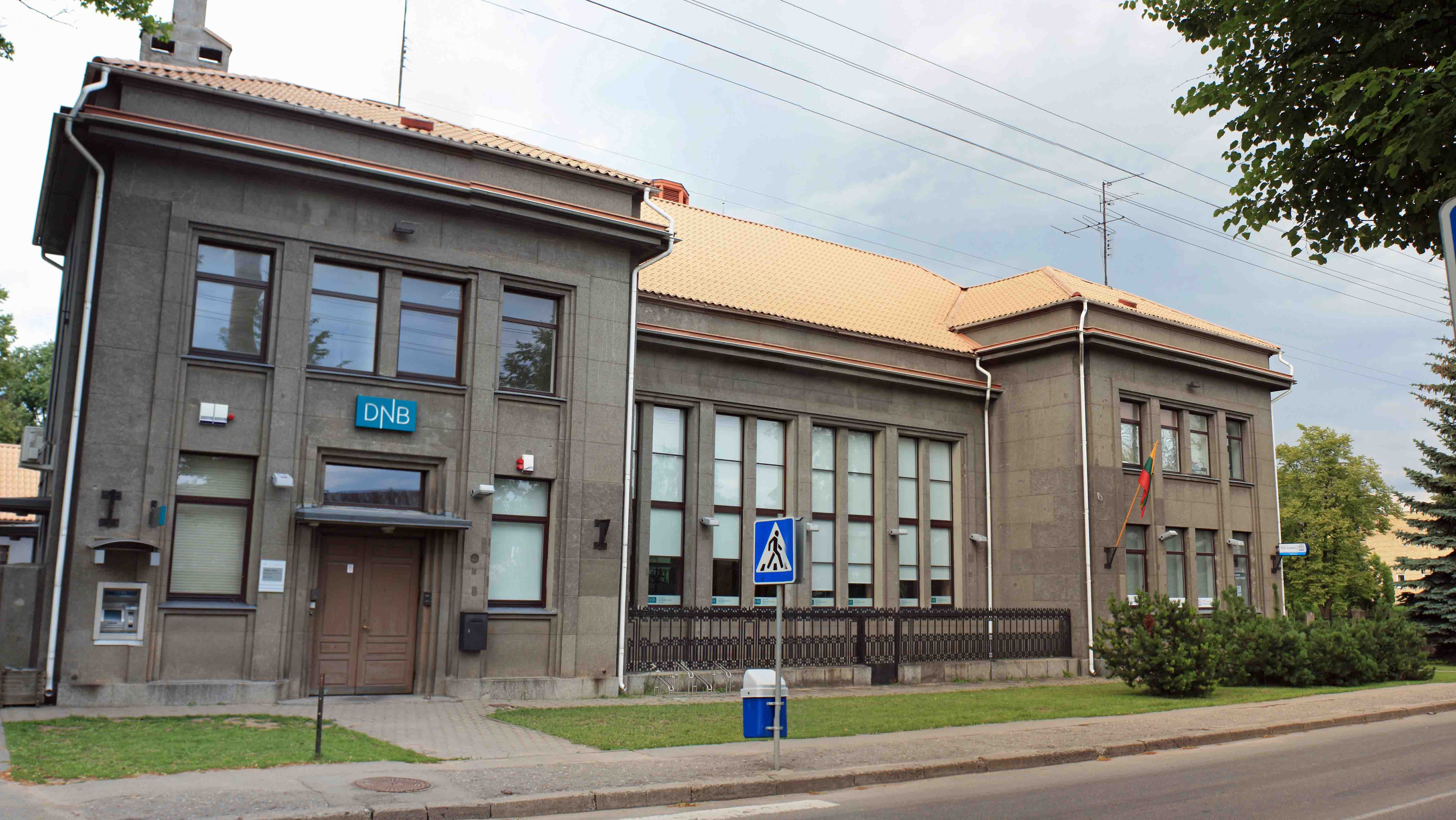
Банк (Биржай)

- Литовский банк в Каунасе (1924—1929);
- Здание физико-химического факультета Литовского университета в Каунасе (1925; не сохранилось)
- Банк в Паневежисе (1932);
- Банк в Утене (1932);
- Банк в Таураге и Биржай (1935);
- Банк в Мажейкяе (1937—1938).

Совместно с Владимиром Дубенецким реконструировал здание Государственного театра в Каунасе (1923—1925). По проекту Сонгайлы и Дубнецкого построен четырёхэтажный жилой дом фабрики «Рагутис» в Каунасе (1922—1923) — одна из первых крупных построек во «временной столице» Литвы, которая должна была воплощать национальный стиль.

## Адреса в Санкт-Петербурге
- Каменноостровский пр., д. 54 / ул. Профессора Попова, д. 31[4].